# Hans-Jürgen Rehder
Hans-Jürgen Rehder (* 20. Juni 1952 in Hamburg) ist ein deutscher Sportler im Rollstuhltischtennis.
Hans-Jürgen Rehder kam mit der Glasknochenkrankheit auf die Welt und sitzt seit früher Kindheit im Rollstuhl. Weil durch die hohe Gefahr, Knochenbrüche zu erleiden, seine sportlichen Bewegungsmöglichkeiten sehr eingeschränkt waren, übte er schon früh mit seinem Bruder am Küchentisch das Tischtennisspiel, bevor er im Alter von 23 Jahren in einen Behindertensportverein eintrat und dort professionell Rollstuhltischtennis trainierte. Mit dem Nationalteam wurde er 1988 zu den Paralympics nach Seoul entsandt, wo er im Tischtennis-Doppel mit seinem Spielpartner Herbert Velroyen die Bronzemedaille holte.
Heute engagiert sich Hans-Jürgen Rehder ehrenamtlich im Vorstand des Alstersport e.V., Hamburg. Er ist immer noch im Ligabetrieb des Rollstuhltischtennis als Spieler aktiv, zuletzt in der Regionalliga.